# Love in an Apartment Hotel
Love in an Apartment Hotel é um filme mudo norte-americano em curta-metragem, do gênero dramático, dirigido por D. W. Griffith em 1913 e estrelado por Blanche Sweet.

## Elenco
- Blanche Sweet
- Adolph Lestina
- Henry B. Walthall
- Harry Carey
- Mae Marsh
- Edward Dillon
- Robert Harron
- Kate Toncray
- Jack Pickford
- Clara T. Bracy
- John T. Dillon
- Walter Miller
- Gertrude Bambrick
- Lionel Barrymore
- Kathleen Butler
- Hattie Delaro - (não confirmado)
- Frank Evans
- Harry Hyde
- J. Jiquel Lanoe
- Walter P. Lewis
- Joseph McDermott
- W. C. Robinson
- Matt Snyder